# FullDome Festival

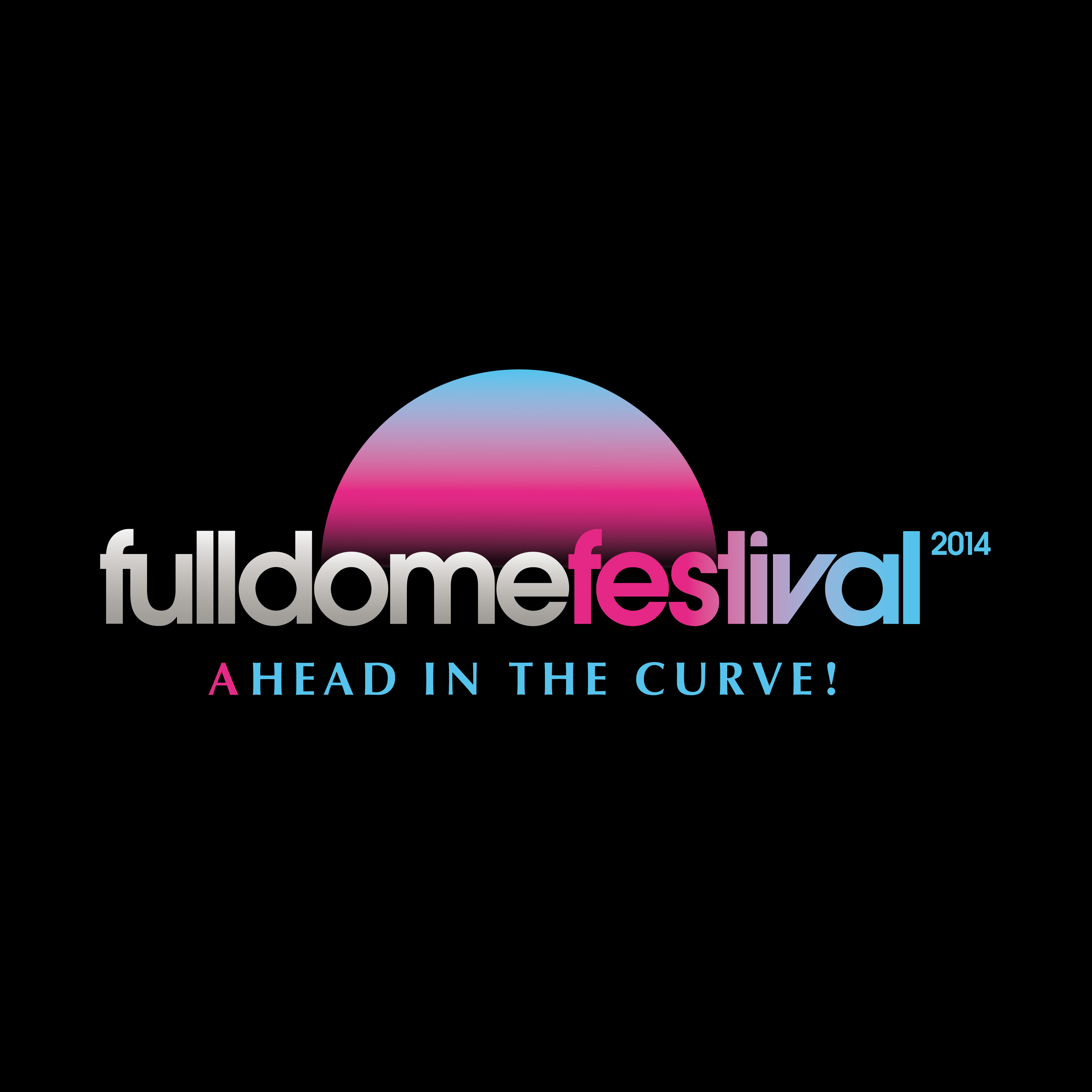
Jena FullDome Festival Logo for 2014

Das FullDome Festival gilt als das bedeutendste internationale Festival zur Präsentation und Prämierung von Fulldome Shows. Seit seiner Gründung im Jahr 2007 hat sich das Festival als Diskussionsforum zur technischen und künstlerischen Entwicklung des jungen Mediums der 360°-Ganzkuppelprojektion etabliert. Das FullDome-Festival findet alljährlich meist an einem Maiwochenende im Zeiss-Planetarium Jena statt. Gezeigt werden ausschließlich neu produzierte Fulldome Shows von professionellen, studentischen und freien Produzenten und Medienkünstlern aus aller Welt.
Begleitet wird das mehrtägige Programm von Workshops, Vorträgen und Performances. Der Freitag ist jeweils den studentischen Beiträgen gewidmet, am Samstag werden die besten professionellen und studentischen Beiträge im Rahmen der Festivalgala ausgezeichnet. Seit 2008 stiftet die Carl Zeiss AG Preise für die besten studentischen Einreichungen (Performance Award, Creative Award und Audience Award). Dotierte Sonderpreise werden auch zu Themenschwerpunkten verliehen (z. B. 2009 „Bauhaus in den Sternen“ und 2011 „VisuaLiszt“). Das Festival richtet sich an ein Fachpublikum sowie an die interessierte Öffentlichkeit.

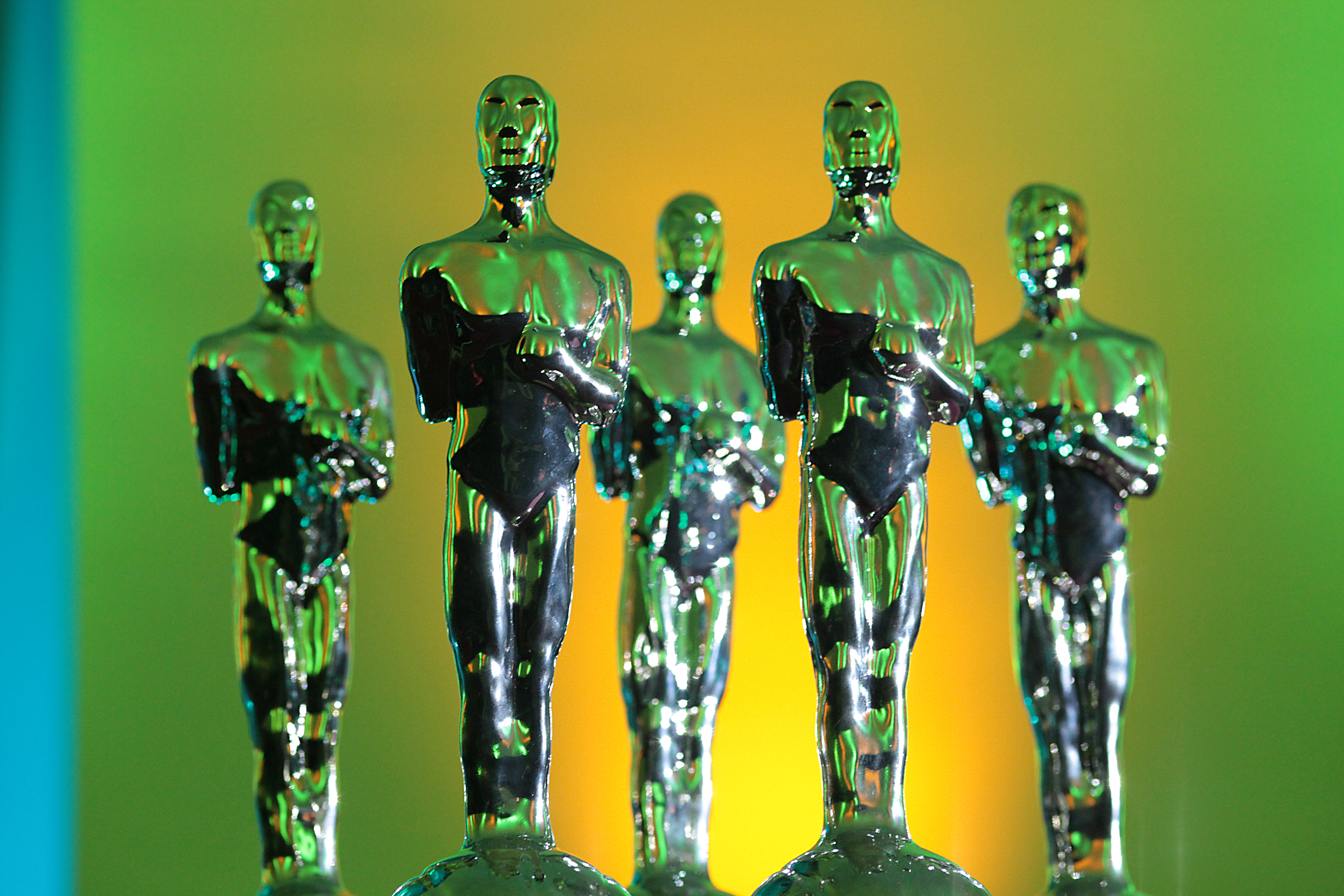
»The Janus«. Fulldome film award for best contributions to the Jena FullDome Festival.

Das 7. FullDome Festival fand vom 29. Mai bis 1. Juni 2013 unter dem Motto „Ornamental Dances“ statt. Insgesamt kamen 80 FullDome-Produktionen mit Beteiligten aus 17 Ländern zur Aufführung. Die neue Kategorie „Spatial Sound Wave“ mit speziellen Produktionen für Raumklänge fand hohen Zuspruch. Für das Festival wurden Preisgelder in Höhe von 4.000 Euro und wertvolle Sachpreise eingeworben. Erstmals vergab das Festival den „Janus“, eine Statue in Anlehnung an andere internationale Preise der Filmbranche. Insgesamt wurden durch die Jury neun Fulldome-Präsentationen mit dem Janus geehrt.

## Chronik

### 1. FullDome Festival 2007
Das erste FullDome Festival fand am 16. und 17. März 2007 statt. Maßgeblich initiiert wurde es von Micky Remann, Medienkünstler und Dozent an der Bauhaus-Universität Weimar, Fakultät Medien, Professur Medienereignisse. Der von Remann im WS 2006/2007 geleitete Fachkurs „Himmelskunde, Medienräume“ war im Vorlesungsverzeichnis beschrieben: „Gegenstand der Veranstaltung ist die Entwicklung von Inhalten und Inszenierungen für ein neues Projektionssystem im Planetarium Jena“.
Es galt nicht nur technische Hürden zu überwinden. Die Frage nach der Ästhetik raumfüllender Bilder war ebenso spannend wie die Auseinandersetzung um mögliche Inhalte. Während die planetariumstypische Bildsprache bereits eine gewisse Reife erreicht hatte, steckten künstlerische, filmische oder dokumentarische Ansätze noch völlig in den Kinderschuhen. Damit das Betrachten und Bewerten der studentischen Arbeiten nicht auf den universitären Rahmen beschränkt blieb, wurde die Idee eines öffentlichen Festivals geboren. Remann verbündete sich mit dem Direktor des Jenaer Planetariums, Jürgen Hellwig und bezog Prof. Rotraut Pape von der Hfg Offenbach, Eduard Thomas vom Mediendom der FH Kiel sowie Prof. Tom Duscher von der Muthesius Kunsthochschule Kiel in die Vorbereitungen ein. Die Resonanz auf das 1. FullDome-Festival ließ erkennen, dass die neue Laser-Ganzkuppelprojektion im Planetarium Jena nicht nur das an Astronomie interessierte Publikum faszinierte. Das Festival zog eine junge Szene von Medienkünstlern und Kuppel-Filmern an, die die Befreiung von den Begrenzungen der rechteckigen Leinwand mit Neugier und Experimentierfreude angingen. Die kurzen, meist 2 bis 10 Minuten langen Beiträge zum FullDome-Festival arbeiteten mit ambienten Bildern, Spielszenen, visualisierter Musik und Effekten, wie sie nur mit der Kuppelprojektion möglich sind. Das Festivalprogramm mit Work-in-progress Charakter gab einen ersten Einblick in die Ideenschmiede der 360°-Pioniere.
1. FullDome-Festival im Zeiss-Planetarium Jena, 16. und 17. März 2007. Aus dem Programm.
Studentische Premieren
- Effektvolle Landschaft (Stephan Walter, Daniela Garkov, Jeanette Gosslau, Bauhaus-Universität Weimar)
- Die Surfaholics-Show (Philipp Zettl, Bauhaus-Universität Weimar)
- Clockwork (Thomas Fritzsche, Bauhaus-Universität Weimar)
- Up (Dietmar Thal, Bauhaus-Universität Weimar)
- Der letzte Arbeitstag (Anna Peitocha, Hochschule für Gestaltung Offenbach)
- Space Defender 3.2. (Gonzalo Arilla, Hochschule für Gestaltung Offenbach)
- Im Aufzug (Sebastian Simon, Hochschule für Gestaltung Offenbach)
- Aufräumarbeiten (David Sarno, Hochschule für Gestaltung Offenbach)
- Boogie Woogie 3000 (Daniel Frerix, Hochschule für Gestaltung Offenbach)
- Sie, Er und Maelstrom (Jos Diegel, Hochschule für Gestaltung Offenbach)
- Tag 427 (Eva Becker, Hochschule für Gestaltung Offenbach)
- Autodrive (Owi Mahn, Hochschule für Gestaltung Offenbach)
- Polycycle (Torsten Greiner, Hochschule für Gestaltung Offenbach)

Weitere FullDome-Festival Programmbeiträge
- Das Pulsar Projekt (Kaidu, Frankfurt/M.)
- Biomorph (Tina Zimmermann, Berlin)
- Liquid Sound (Ortwin Klipp, Ingolstadt)
- Panoramen (Torsten Hemke, Frankfurt/M.)
- Visuelle Alchemie (Dagmar Voltersen)
- contact code (Mindgames Production in Koproduktion mit CAI Systeme Berlin)
- Alien Action (Ausschnitte aus „Alien Action – A Science Fiction Music Show“ von Tilt Design Studio Hamburg in Zusammenarbeit mit Munit, dem Mediendom der Fachhochschule Kiel und der Muthesius Kunsthochschule Kiel.)
- Kaleidoskop (Eve Trzewick und Jürgen Hellwig)
- Optical Nervous System (David McConville, USA)

### 2. FullDome Festival 2008
Für das 2. FullDome Festival am 26. April 2008 stiftete die Carl Zeiss Jena GmbH (damaliger Firmenname) erstmals dotiert „FullDome Awards“. Die Auszeichnung mit einem Gesamtwert von 1.500.- € wurde für herausragende Festivalbeiträge in drei Kategorien verliehen:
- Creative Award (Beste Idee)
- Performance Award (Beste Umsetzung)
- Audience Award (Publikumspreis).

Über „Beste Idee“ und „Beste Umsetzung“ entschied eine Fachjury, der Publikumspreis wurde von den Besuchern des FullDome Festivals am 26. April per Stimmzettel ermittelt. Mit dem FullDome Award sollen studentische Arbeiten gewürdigt werden, die auf einfallsreiche und beispielhafte Weise die Chancen des neuen Mediums sichtbar machen. Studenten sollen dadurch zur weiteren Beschäftigung mit dem Medium Ganzkuppelprojektion motiviert werden.
Im Mittelpunkt des Festivals standen künstlerische Experimente in der 360-Grad-Kuppel sowie studentische Kurzfilme.

#### Preisträger 2008
Preisträger der erstmals von der Carl Zeiss Jena GmbH, Geschäftsfeld Planetarien, vergebenen FullDome-Awards
- Beste Idee – Creative Award: „The Diver – Der Taucher“ von Thomas Fritzsche, Bauhaus-Universität Weimar.
- Beste Umsetzung – Performance Award: „SCIAFOBIA“ von Nico Uthe, Bastian Böhm, Muthesius Kunsthochschule Kiel.
- Publikumspreis – Audience Award: „50% Illusion“ von Thorsten Greiner, Hochschule für Gestaltung Offenbach.

### 3. FullDome Festival 2009
In den drei Jahren seines Bestehens hat sich das FullDome Festival im Zeiss-Planetarium Jena zum führenden Forum für die Auseinandersetzung mit dem jungen und innovativen Medium FullDome etabliert – inzwischen mit weltweiter Resonanz und Beteiligung. Ein produktiver Erfahrungsaustausch hat sich dabei insbesondere entwickelt zwischen der Bauhaus-Universität Weimar (Fakultät Medien, Professur Medienereignisse), der HFG Offenbach, der Hessischen Film und Medienakademie, der Fachhochschule Kiel, dem Mediendom der Fachhochschule Kiel, der Muthesius Kunsthochschule Kiel sowie dem ARTS Lab der University of New Mexico, Albuquerque (USA). An der Bauhaus-Universität Weimar wurde unter der Leitung des Dozenten Micky Remann im WS 2008/2009 das Projektmodul „Bauhaus in den Sternen“ angeboten.
Nicht zuletzt aufgrund dieser Videokonferenz haben ARTS Lab Studenten Beiträge zum FullDome Festival eingesandt, von denen einer einen „Bauhaus in den Sternen“ Award erhalten hat. Zwei der mit einem „Bauhaus in den Sternen Award“ ausgezeichneten Filme wurden zudem im öffentlich-rechtlichen Fernsehen gezeigt, in der Unicato-Sondersendung „Young Bauhaus Today“ (4. Juni 2009 MDR, 5. Juli 2009 3sat). Die Sendung stellte Arbeiten vor, die in der Tradition und in der Auseinandersetzung mit Bauhaus-Ideen entstanden sind, darunter „Raumschindel“ von Robert Sawallisch (Bauhaus-Uni Weimar) und „Apokalypse Bauhaus“ von Thomas Bannier (HfG Offenbach), die beide mit einem „Bauhaus in den Sternen Award“ ausgezeichnet wurden.

#### Thema
Bauhaus in den Sternen
Die Impulse des 1919 in Weimar gegründeten Bauhaus mit den Mitteln der Ganzkuppelprojektion darzustellen war Schwerpunktthema des FullDome-Festivals 2009 und Teil des „09bauhaus90“-Programms der Bauhaus-Universität Weimar.

#### Preisträger 2009
Beim 3. FullDome-Festival im Zeiss-Planetarium Jena (24. und 25. April 2009) wurden mehr Preise als je zuvor vergeben. Die Veranstaltung war nahezu ausgebucht.
Von insgesamt 24 für das Festival eingereichten Beiträgen wurden am Freitagabend 17 studentische FullDome-Filme gezeigt – allesamt Premieren, die von den Studierenden persönlich vorgestellt und diskutiert wurden. Zur Festival-Gala am Samstag kamen 7 Arbeiten aus professioneller Produktion mit ins Programm und es wurden die FullDome-Awards verliehen.
Die erstmals und einmalig verliehenen „Bauhaus in den Sternen“ Awards im Rahmen des Bauhaus-Jubiläums 2009 hatte der Kreis Weimarer Land gestiftet, in Kooperation mit dem Kunstförderverein Apolda Avantgarde e.V. und mit der Projektunterstützung von „09bauhaus90“.
Aus den internationalen Beiträgen, die sich dem Bauhaus-Thema im FullDome-Format widmen, hatte eine siebenköpfige Jury drei zweite Preise und zwei erste Preise bestimmt. Urkunde und Geldpreis wurden vom Kreis-Beigeordneten Wolf Dietrich Schäddrich in Vertretung von Landrat Hans Helmut Münchberg überreicht an:
- 2. Preis (a): Maximilian Werkhausen (Bauhaus-Universität Weimar), erhält für den Beitrag „Less is More“ einen „Bauhaus in den Sternen“ Award, dotiert mit 333,33 €.
- 2. Preis (b): Dylan Stevens-Sherriff (ARTS Lab, University of New Mexico, Albuquerque (USA)), erhält für den Beitrag „Midnight Tribe“ einen „Bauhaus in den Sternen“ Award, dotiert mit 333,33 €.
- 2. Preis (c): Thomas Bannier (HFG Offenbach), erhält für den Beitrag „Apokalypse Bauhaus“ einen „Bauhaus in den Sternen“ Award, dotiert mit 333,33 €.

- 1. Preis (a) Michaela Honauer (Bauhaus-Universität Weimar), erhält für den Beitrag „Lucca“ einen „Bauhaus in den Sternen“ Award, dotiert mit 750,00 €.
- 1. Preis (b) Robert Sawallisch (Bauhaus-Universität Weimar), erhält für den Beitrag „Raumschwindel“ einen „Bauhaus in den Sternen“ Award, dotiert mit 750,00 €.

- Der „Creative Award“ – für die beste Idee – ging an Theresa Maué und Moritz Heimsch (FH Darmstadt / Dieburg) für den Beitrag „Awaken“, dotiert mit 500.- €.
- Der „Performance Award“ – für die beste technische Umsetzung – ging an Heino Weißflog, Raphael Köhler, Christian Brinkmann, Philipp Zettl und Dietmar Thal (Bauhaus-Universität Weimar) für den Beitrag „Rising“, dotiert mit 500.- €.
- Der „Audience Award“ wurde per Stimmabgabe vom Publikum bestimmt – ging ebenfalls an „Rising“ (Bauhaus-Universität Weimar), welches mit weiteren 500.- Preisgeld bedacht wurde.

Zwei „Awards of Excellence“ (nicht dotiert) für die herausragende Qualität einer professionellen FullDome Produktion erhielten Paul Mowbray (NSC Creative, National Space Center, Leicester, UK) für den Beitrag „Zentrifuge“ sowie Peter Popp (softmachine GmbH, München) für den Beitrag „In the Realm of Light“.

### 4. FullDome Festival 2010
Mit der zunehmenden Zahl kommerzieller Fulldome-Shows für Planetarien wuchs das Bedürfnis, beim FullDome-Festival neue Produktionen einem möglichst breiten und interessierten Publikum vorzustellen. In Abstimmung mit dem „Immersive Film Festival“ im portugiesischen Espinho öffnete das FullDome-Festival 2010 (4.–8. Mai 2010) seine Türen erstmals den Shows in voller Vorführlänge. Der Zuspruch zum 4. Festival war enorm. Mehr als eintausend Besucher lockte das Festival nach Jena, dem Ort des ältesten Großplanetariums der Welt. Im Verlauf der fünftägigen Veranstaltungen erlebten die Festivalgäste 75 Produktionen – darunter Weltpremieren – aus China, Kanada, Australien, den USA, Portugal, Deutschland und vielen weiteren Ländern.
Die „Students Night“, dem Freitagabend vorbehalten und Höhepunkt eines jeden FullDome-Festivals, zeigte Trends, Themen und Techniken auch jenseits der für Planetarien typischen astronomischer Themen. Zum ersten Mal wurde das Imersa Forum zum FullDome Festival durchgeführt.

#### Preisträger 2010
FullDome Awards 2010, gestiftet von Carl Zeiss:
- Creative Award – herausragende Idee (500.-) für den Beitrag „Wander“ von Barbara Ryckman, University of New Mexico.
- Performance Award – herausragende Umsetzung (500.-) für „Super Golden Years“ von Hannes Wagner, Thomas Fritzsche, Florian Meyer, André Wünscher, Samuel Klemke, Bauhaus-University Weimar.
- Audience Award 1 per Stimmzettel vom Publikum ermittelt (500.-) für „Above“ von Florian Meyer, Bauhaus-University Weimar.
- Audience Award 2 per Stimmzettel vom Publikum ermittelt (193.-) für „Petty Tyrant“ von Alexander Schumann, Bauhaus-University Weimar, vom Publikum gestiftet.
- Honorable Mentions – „Cosmic Dance“ für LivinGlobe, Harald Singer für den besten Ganzkuppel Realfilm.

Ehrenpreise der Jury
- Hanna Bork, HfG Offenbach für „In meinem Kopf“
- Florian Meyer, Bauhaus-University Weimar für „Above“
- Alexander Stephan, Bauhaus-University Weimar für „Chroma Elements“
- Marcus Feist, Kassel School of Art and Design für „Orange“
- Hyun-Jea Lee, Bauhaus-University Weimar für „Trickbox“
- Christoph Enzingmüller, Ina Mnich, University of Applied Sciences Kiel für „Spacemaus“
- Mitchell Marti, University of New Mexico für „Oculus“
- Alexander Schumann, Bauhaus-University Weimar für „Petty Tyrant“
- Daniel Egerer, Daniel Miekcarek, University of Applied Sciences Kiel für „Nightmare“
- Katarina Sengstaken, Bauhaus-University Weimar für „Spiritual, Material, Intellectual – Magnetic, Itten’s Color Theory“
- Simon Rauh, University of Applied Sciences Darmstadt für „Time Squares“

### 5. Fulldome Festival 2011

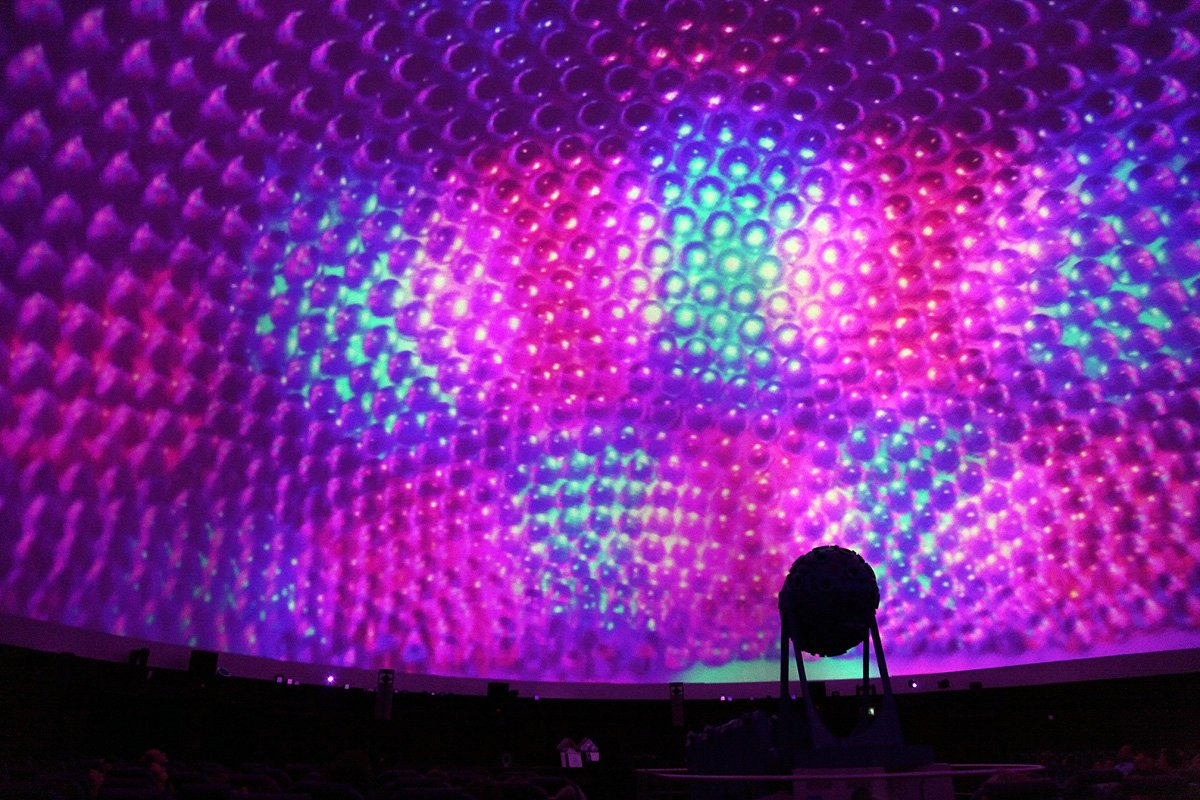
Aufnahme vom FullDome Festival 2011

Als Highlight im Rahmen des Thüringer-Franz-Liszt-Jahres 2011, anlässlich des 200. Geburtstags des Komponisten, fand zum 5. FullDome-Festival vom 12. bis 14. Mai 2011 das Sonderprogramm „VisuaLiszt“ statt. Herausragende Arbeiten zu diesem Thema wurden vom Thüringer Kultusministerium mit dem „VisuaLiszt-Award“ ausgezeichnet. Auffällig beim 5. FullDome-Festival war eine erkennbar gesteigerte Präsenz in den Medien. Die Tagesthemen berichteten darüber, und in der Zeitschrift Mobil Ausgabe 3/2011 der DB erschien ein mehrseitiger Bericht unter dem Titel „Liszt Reloaded“.
Fulldome Künstler aus aller Welt waren eingeladen, Kompositionen von Franz Liszt als Grundlage für Musikvisualisierungen für das Fulldome Medium zu produzieren. Die mit 7.500 € dotierten Awards sollen für professionelle, studentische und unabhängige Produzenten gleichermaßen Anreiz sein, Liszts musikalische Ideen neu und multimedial zu inszenieren und zu interpretieren. Eine Fachjury legte die Preiskategorien fest und bewertete die Einsendungen. Wie in den Vorjahren konnten auch die Besucher des Jenaer FullDome-Festivals über einen Publikumspreis bestimmen. Die besten Beiträge wurden im Rahmen der Festival-Gala 2011 präsentiert.
Fulldome erweitert die Möglichkeiten der bildlichen, räumlichen und filmischen Darstellung. Die Beschäftigung mit immersiven Medienerlebnissen in 360° ist ein spannender Treffpunkt für Medienkünstler und Liszt-Freunde. Der „VisuaLiszt-Award“ lud die experimentierfreudige internationalen Fulldome- und VisualMusic-Szene dazu ein, ihre in die Kuppel projizierten Bildwelten auf ein konkretes Thema zu beziehen: die kompositorischen Ideen Franz Liszts.
Das VisuaLiszt-Programm beim 5. FullDome-Festival wird veranstaltet vom Zeiss-Planetarium Jena in Kooperation mit dem Kunstverein Apolda Avantgarde e.V. und einer begleitenden Veranstaltung der Bauhaus-Universität Weimar (Dozent Micky Remann). Gefördert durch das Thüringer Kultusministerium.
Die „VisualLiszt-Rolle“ mit ausgewählten Wettbewerbsbeiträgen wurde im regulären Programm des Zeiss-Planetarium Jena vom 18. Juni bis 3. Juli 2011 öffentlich aufgeführt.

#### Thema
VisuaLiszt – Beitrag zum Lisztjahr
Mit dem Sonderprogramm „VisuaLiszt“ ist eine Brücke geschlagen vom neuen Medium zum kulturellen Schwerpunktthema in Thüringen, dem Werk des europäischen Komponisten Franz Liszt.

#### Preisträger 2011
Preisträger der VisuaLiszt- und FullDome-Awards, gestiftet von Carl Zeiss:
Im Rahmen des Franz-Liszt-Jahres 2011 konnten Preisgelder in Höhe von 7.500.- des vom Thüringer Ministerium für Bildung, Wissenschaft und Kultur, der Impulsregion und Apolda Avantgarde e.V. gestifteten „VisuaLiszt Awards“ vergeben werden. So hat die Jury entschieden:
1. Preis (3.000.-) für „Liszt from Space“ von Stefan Berke und Jan Zehn, Ten Art Communications, Jena. (Unabhängige Künstler / Medienproduzenten).
2. Preis (2.000.-) für „How to disappear“ von Merlin Flügel, Hochschule für Gestaltung Offenbach. (Studentische Produktion).
3. Preis (1.000.-) für „The Metalliszt – Road to Victory“, von Robert Sawallisch, Samuel Klemke und Hannes Wagner, Bauhaus-Universität Weimar. (Studentische Produktion).
- Sonderpreis der Jury (500.-) für „Nanocam. A trip into biodiversity“ von Roberto Girón, Producciones El Exilio S.L., Madrid, Spanien. (Professionelle Medienproduzenten).
- Sonderpreis der Jury (500.-) für „Hysteria“ von Pedro Zaz und United VJs, Sao Paulo, Brasilien (Unabhängige Künstler / Medienproduzenten).
- Sonderpreis der Jury (500.-) für „Lisztrausch“ von Adrian Woldt, Bauhaus-Universität Weimar. (Studentische Produktion).

Die über 30 Einsendungen zum VisuaLiszt-Award waren von den Jurymitgliedern unter dem Aspekt der künstlerischen und technischen Qualität sowie ihrer spezifischen Wirkung im 360-Grad-Kuppelraum bewertet worden. Besondere Berücksichtigung fanden Ansätze mit gelungenen Bezügen von Musik und Bild zueinander und im Raum. Das Medium FullDome ist für die Entwicklung synästhetischer Wahrnehmung hervorragend geeignet. Die Wurzeln solch innovativer Formate lassen sich auf Liszts Sinfonische Dichtungen sowie das mit Richard Wagner entworfene Konzept des Gesamtkunstwerks zurückverfolgen.
Zusätzlich gingen die von der Carl Zeiss AG gestifteten FullDome Awards für studentische thematisch nicht gebundene Arbeiten an:
- Creative Award – herausragende Idee (500.-) für „The Royal Pea“ von Helena Doyle und Rob Bidder, University of Westminster, London.
- Performance Award – herausragende Umsetzung (500.-) für „No 217“ von Julia Wiesner, Lea Weber-Schäfer, Phil Schöll, Fachhochschule Potsdam.
- Audience Award – per Stimmzettel vom Publikum ermittelt (500.-) für „Schwimmende Einhörner“ von Stephanie Kayß, Hochschule für Gestaltung Offenbach.

Von den Festivalbeiträgen aus unabhängiger oder professioneller Produktion wurden mit einer „Honorary Mention“ Urkunde ausgezeichnet:
- „Mephisto Cubic“ von Phil Mayer, GaiaNova Productions, London
- „All We Are“ vom Norrköpping Visualization Center, Schweden
- „Jeepers Creepers“ vom Morehead Planetarium & Science Center, Chapel Hill, North Carolina, USA
- „Dynamic Earth – Marine Biosphere“ von Spitz Inc., Chadds Ford, Pennsylvania, USA
- „Tale of Stars“ von Kagaya Studios, Japan.

### 6. FullDome Festival 2012
Vom 8. bis 12. Mai 2012 wurden 90 verschiedene Shows, Kurzfilme und Clips, darunter 29 studentische Arbeiten gezeigt und bewertet. Mit Beiträgen und Gästen aus 18 Ländern konnte das FullDome-Festival seinen Rang als größtes internationales Festival seiner Art erneut unter Beweis stellen. Elf der sechzehn vergebenen Preise gingen an deutsche Studenten und Produzenten, was nicht allein der deutschen Gastgeberschaft geschuldet ist, sondern von der hohen medialen Kompetenz in Deutschland zeugt. Von den fünf Hochschulen mit studentischen Einreichungen schnitt die Hochschule für Gestaltung in Offenbach am besten ab. Sieben der acht Offenbacher Arbeiten gelangten nach der Jury-Entscheidung in die Endrunde der „Finalists“.
Eine geschätzte Tradition ist die Unterstützung der Carl Zeiss AG, die drei studentische Preise mit jeweils 500 Euro stiftete. Eine unabhängige Jury aus sieben Fachleuten wählte die Gewinner des Creative Awards und des Performance Awards aus.

#### Preisträger 2012
- Creative Award – herausragende Idee (500.-) für den Beitrag „Pressure“ von Rose Generazio, Studentin am Ringling College of Art and Design in Florida.
- Performance Award – herausragende Umsetzung (500.-) für „breakFAST“, ein am Film noir orientierter Beitrag von Sönke Hahn, Student der Bauhaus-Universität Weimar.
- Audience Award – per Stimmzettel vom Publikum ermittelt (500.-) für „Listen Carefully“ von Sebastian Hilgetag und Marie Havemann von der Fachhochschule Potsdam.
- „Dissolving Space Award“ – Spezialpreis des Festivals, benannt nach dem Festivalthema. Der mit 500 Euro von der Firma Sky-Skan (USA) gestiftete Preis ging ebenfalls an Sebastian Hilgetag und € Marie Havemann für „Listen Carefully“ und würdigt die gekonnte Art und Weise, die Kuppel mit filmischen Mitteln in einen virtuellen Raum aufzulösen.
- Directors Award – Zwei chinesische Studentinnen der Bauhaus-Universität Weimar konnten sich über einen von den Festivalorganisatoren selbst gestifteten Spezialpreis freuen, der mit 100 Euro dotiert war. Jiayao Chen und Jie Wang überzeugten mit „Blue“, einer in Blau- und Weißtönen gehaltenen Animation, die inspiriert von der chinesischen Porzellankunst Elemente der chinesischen Kultur in moderner Fassung widerspiegelt.

Eine Expertengruppe aus Planetariums- und Medienfachleuten gab ihr Votum für die besten professionellen Fulldome-Shows ab, die in den ersten drei Festivaltagen gezeigt wurden. Die Produktionen zwischen 20 und 45 Minuten Länge sind für Vorführungen in Planetarien aller Welt bestimmt. Ehrenpreise wurden vergeben für:
- „The Future“, ein französischer Film, der sich mit der Zukunft des Lufttransports beschäftigt.
- „Planet Erde – Leben zwischen Eiszeit und Treibhaus“, eine Produktion des Hamburger Planetariums.
- „Life: A Cosmic Story“ der California Academy of Sciences in San Francisco.

### 7. FullDome Festival 2013

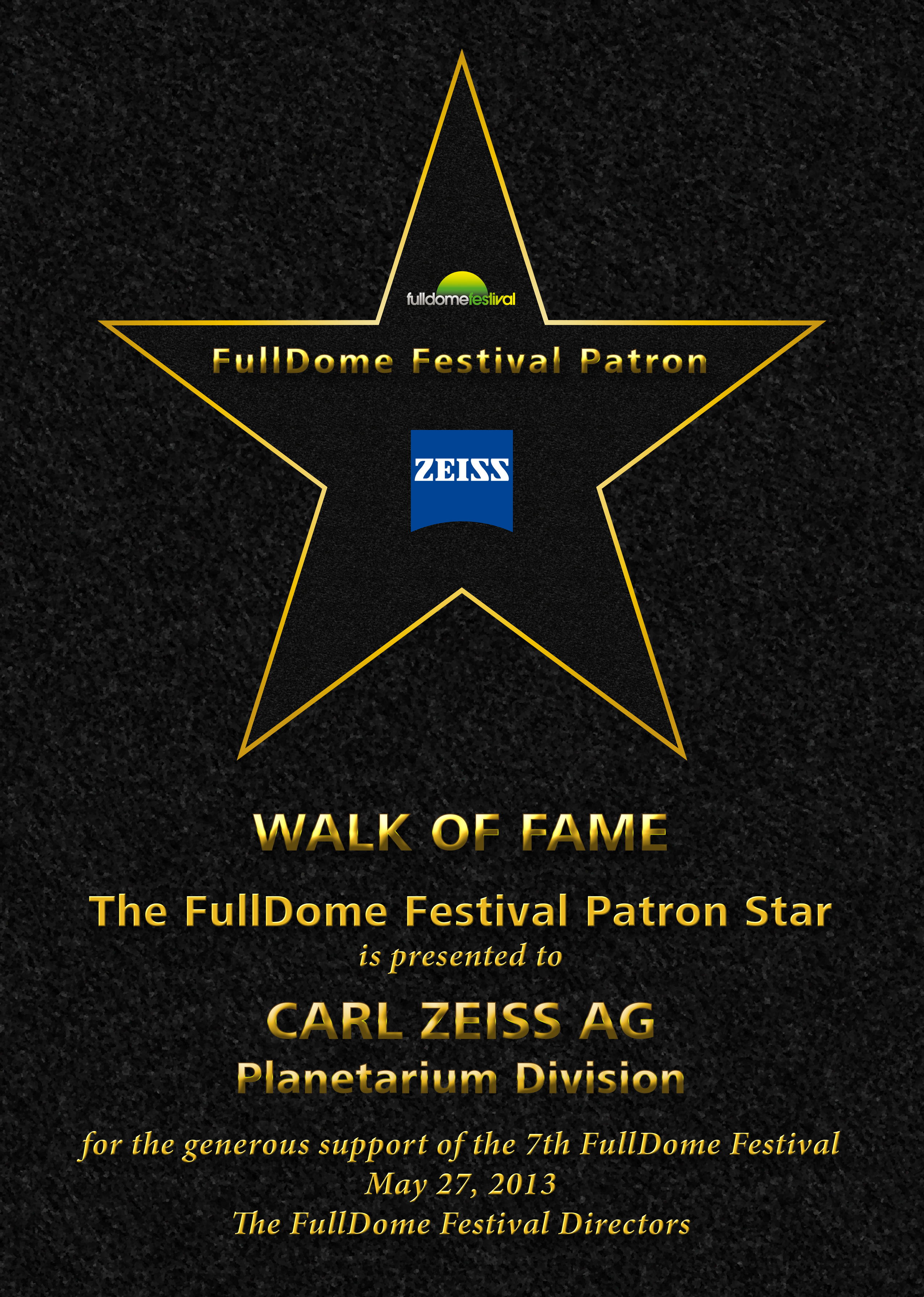
7th FullDome Festival Certificate of Sponsorship

Im Rahmen des 7. FullDome-Festivals vom 29. Mai bis 1. Juni 2013 gelangten 80 neue Produktionen – 24 Fulldome-Shows, 26 Kurzfilme und 30 studentische Arbeiten – mit Beteiligungen aus 17 Ländern zur Aufführung. Mit mehr als eintausend Besuchern aus dem In- und Ausland zeigte sich ungebrochenes Interesse am Fulldome-Medium. Erfreulich die Verdopplung der Anzahl teilnehmender Hochschulen mit studentischen Einreichungen. Die Fulldome-Show »Dream to Fly« erlebte zum Festival ihre Weltpremiere. Die polnische Produktion über die Geschichte des Fluges überzeugte auch die Festival-Direktoren (Directors Award).
Dank einer vom Festival initiierten Crowd-Funding-Kampagne konnten zahlreiche Sponsoren für das Festival gewonnen werden. Damit ließen sich die Preisgelder für die besten Einreichungen erheblich aufstocken. Alle Hauptsponsoren erhielten einen Stern auf dem „Walk of Fame“ im Zeiss-Planetarium Jena und eine entsprechende Urkunde. Ein weiteres Novum des Festivals war die erstmalige Vergabe des »JANUS«, eine Statue in Anlehnung an andere internationale Preise der Filmbranche. Janus ist der doppelgesichtige römische Gott des Anfangs und Endes und wie keine andere Figur geeignet, die raumfüllende Projektion an die Kuppel zu symbolisieren. Die Festival-Direktoren überreichten neun dieser Trophäen für die besten Fulldome-Beiträge zur Festival-Gala.
Eine Besonderheit des Jenaer Planetariums ist die Möglichkeit der Erzeugung eines Raumklangs basierend auf der Wellenfeldsynthese. Sechs Beiträge beschäftigten sich erstmals mit den akustischen Möglichkeiten des »Spatial-Sound-Wave-Systems«. Die besten Arbeiten wurden prämiert (Spatial Sound Award).
Die Preisträger ermittelte auch 2013 eine unabhängige internationale Jury aus sieben Medienexperten.

#### Preisträger 2013
JANUS Gewinner 2013
- First Year Students’ Award – beste Erstsemesterarbeit (500,-) für den Beitrag »The Dreamer« von Millivette González-De Jesús, Ringling College of Art and Design, Florida, gestiftet von der California Academy of Sciences.
- Creative Award – herausragende Idee (500,-) für »Bon Voyage« von Min-Kyung Ko, Hochschule für Gestaltung Offenbach, gestiftet von ZEISS.
- Performance Award – herausragende Umsetzung (500,-) für »Schrödinger’s Birds« von Jochen Isensee, Hochschule für Bildende Künste Braunschweig, gestiftet von ZEISS.
- Audience Award – per Stimmzettel vom Publikum ermittelt (500.-) für »In the Name of the King« von Karim Eich und Livius Pápay, Bauhaus-Universität Weimar, gestiftet von ZEISS.
- Didactic Dome Award – herausragende Didaktik (500,-) für »The Five-Step Model of Vilém Flusser« von Julia Wiesner, Fachhochschule Potsdam, gestiftet vom FullDome-Festival.
- Emphasis on Emotion Award – herausragende emotionale Betonung (500,-) für den Kurzfilm »Von Furcht und Freiheit« von Daniel Weik und Moritz Degen, Fachhochschule Potsdam, gestiftet vom Aqua Wellness Institute, Musia Heike Bus.
- Spatial Sound Award – herausragender Raumklang (SHURE high fidelity Kopfhörer) für den Kurzfilm »VORTEX« mit Spatial Sound Wave Soundtrack von Aaron Bradbury, NSC Creative, Leicester, gestiftet von SHURE Distribution GmbH.
- Innovative FullDome Production Award – innovativste Produktion (500,-) für die Fulldome-Show »Dinosaurs at Dusk« von Robin Sip, Mirage 3D, Den Haag, gestiftet von Sky-Skan.
- Directors Award – Preis der Festival-Direktoren (500,-) für die Fulldome-Show »Dream To Fly« von Majei Ligowski, Copernicus Science Centre, Warschau, gestiftet vom FullDome-Festival.

Gewinner der Spatial Sound Recognition Awards
- Peter Popp, Softmachine Munich für den Fulldome-Film »The Life of Trees« mit Spatial Sound Wave Soundtrack.
- Planetarium Hamburg & bluphase.media für den Kurzfilm »Precious Life« mit Spatial Sound Wave Soundtrack.
- Felix Deufel, Yannick Hofmann, Natascha Rehberg und Klaus Schüller, Soundscape & Environmental Media Lab, Hochschule Darmstadt für den studentischen Clip »I, Water« mit Spatial Sound Wave Soundtrack.

Ehrenpreise für herausragende und innovative Produktionen
- NSC Creative für die Fulldome-Show »Cell! Cell! Cell!«.
- Rocco Helmchen und Johannes Kraas, für die Fulldome-Show »Chaos and Order«.
- Parque de las Ciencias, Granada, für die Fulldome-Show »Escher’s Universe«.
- California Academy of Sciences für die Fulldome-Show »Earthquake: Evidence of a Restless Planet«.
- Mariano Hernandez Rodilana für die Fulldome-Show »Leo«.
- Carolyn Collins Petersen und Mark C. Petersen (Loch Ness Productions) für den Kurzfilm »Losing the Dark«.
- Johnny Ranger, Société des arts technologiques, für die Fulldome-Show »Six Mil Antennas«.
- Spitz Creative Media, Mirage 3D und Thomas Lucas Production für die Fulldome-Show »Super Volcanoes«.
- Ralph Heinsohn für den Kurzfilm »Syncode 360«.
- Softmachine für die Fulldome-Show »The Life of Trees«.
- UNC Morehead Planetarium and Science Center für die Fulldome-Show »The Longest Night«.
- Sky-Skan in association with the Franklin Institute für die Fulldome-Show »To Space and Back«.

## Weitere Fulldome Festivals
- Students Nightlife (Deutschland)[13]
- Domefest (USA)[14]
- Fulldome UK[15]
- Immersive Film Festival (Portugal)[16]